# ノンフィクション (the pillowsの曲)
「ノンフィクション」(Non Fiction)は、日本のバンドthe pillowsの22枚目のシングルである。2005年9月14日発売。発売元はキングレコード。

## 概要
- PV監督は今井"Lucy"淳也。
- ライブで演奏される際、2ｺｰﾗｽAメロのブレイクで実話ネタ（ノンフィクション）のMCが入るのが恒例となっている。

## 収録曲
1. ノンフィクション(3:17)
作詞・作曲：山中さわお、編曲：the pillows
2. HEART IS THERE(3:17)
作詞・作曲：NINE MILES、編曲：the pillows
NINE MILESの2ndアルバム『Return of the Polar Bear』収録曲のカバー
3. My girl (fiction version)(4:22)
作詞・作曲：山中さわお、編曲：the pillows

## 収録アルバム

### ノンフィクション
- オリジナル『MY FOOT』（2006年1月12日）
- ベスト『LOSTMAN GO TO YESTERDAY』（2007年11月14日）

### HEART IS THERE
- ベスト『LOSTMAN GO TO YESTERDAY』（2007年11月14日）

### My girl
- オリジナル『MY FOOT』（2006年1月12日）
※Document Version
- ベスト『LOSTMAN GO TO YESTERDAY』（2007年11月14日）
※fiction version